# Pennahia ovata
Pennahia ovata är en fiskart som beskrevs av Sasaki, 1996. Pennahia ovata ingår i släktet Pennahia och familjen havsgösfiskar. Inga underarter finns listade i Catalogue of Life.